# Vlag van Samoa

Vlag van Samoa (ratio 1:2)

De vlag van Samoa is in gebruik sinds 24 februari 1949 en bestaat uit een rood veld met een blauw kanton. In dit kanton staan vijf witte sterren, één grote, drie middelgrote en één kleine.
De drie kleuren hebben elk een eigen symbolische betekenis: rood staat voor dapperheid, wit voor zuiverheid en blauw voor vrijheid. De sterren beelden het Zuiderkruis uit; dit is gebaseerd op de vlag van Nieuw-Zeeland.
Het nationale volkslied van Samoa sinds 1962 is een lofzang op de vlag. "The Banner of Freedom" (De Banier van Vrijheid) werd geschreven door Sauni Iiga Kuresa.

## Historische vlaggen
In de negentiende eeuw was Samoa een onafhankelijk koninkrijk. Dit land gebruikte een rode vlag met een wit kruis (het omgekeerde van de vlag van Engeland). In de linkerbovenhoek stond een witte ster.
In de periode dat het gebied onder Duits bestuur viel, werd een horizontale driekleur in de kleurencombinatie zwart-wit-rood gebruikt (gelijk de toenmalige vlag van Duitsland). In het midden van de witte baan stond het wapen dat de Duitsers voor hun kolonie hadden ontworpen.
Als Volkenbond-mandaatgebied bestuurd door Nieuw-Zeeland, gebruikte het gebied Britse vaandels met daarop een embleem met drie palmen.
In 1948 werd een vlag zoals de huidige aangenomen, maar dan met vier sterren. De vijfde ster (de kleine) werd in 1949 toegevoegd.

Vlag van het Koninkrijk Samoa zoals afgebeeld in de Flags of Paradise-kaart, vergelijkbaar met de Ottomaanse vlag (1858-1873)
Vlag van de Malietoa-dynastie in het Koninkrijk Samoa (1875-1887, 1889-1900)
Vlag van de Tuiaana-dynastie in het Koninkrijk Samoa (1875-1887, 1889-1900)
Vlag van de Tupua Tamasesse in het Koninkrijk Samoa (1887-1889)
Vlag van het Duitse Ministerie van Koloniën.
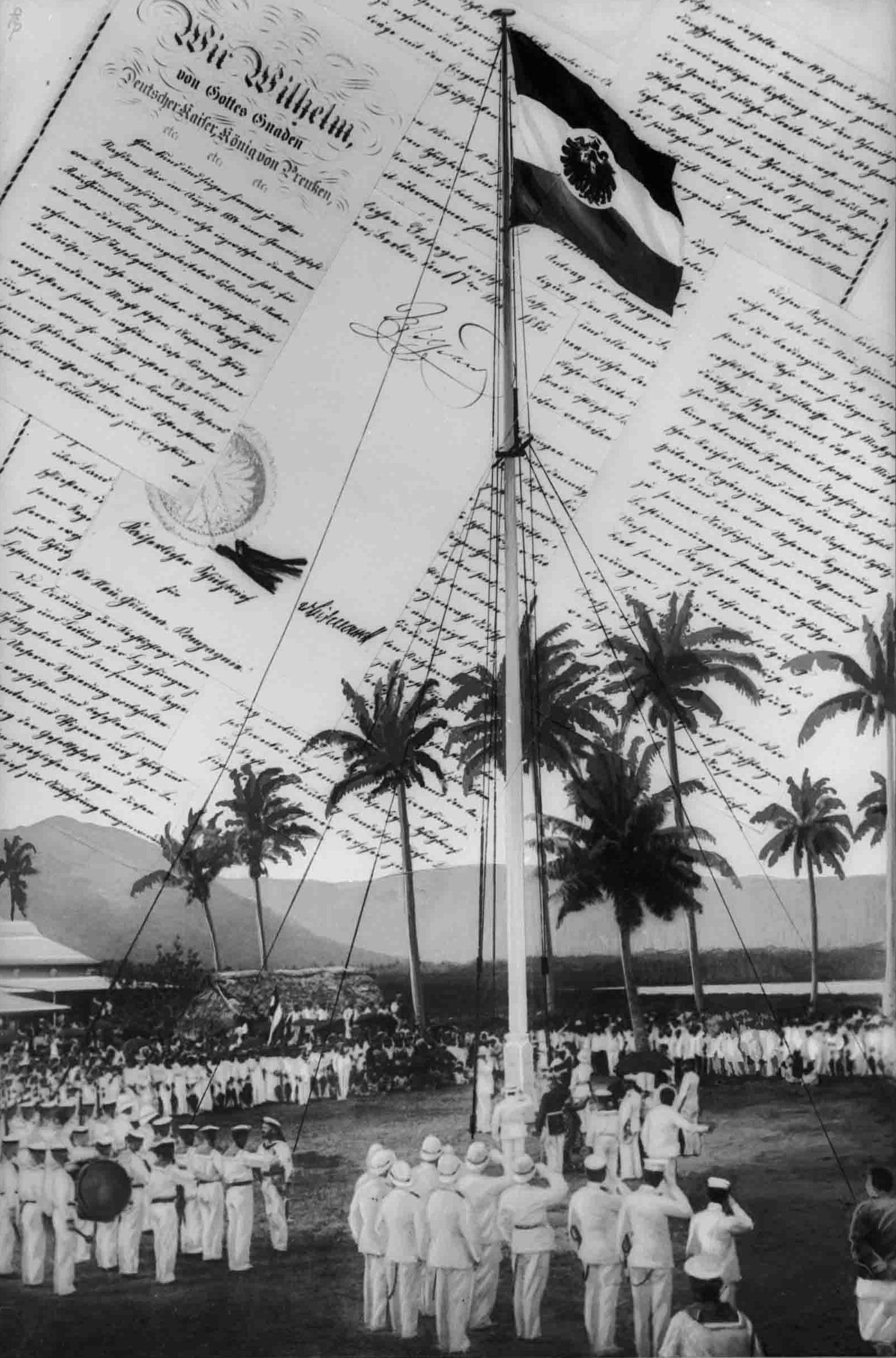
De Duitse koloniale vlag wordt gehesen, 1 maart 1900.
Eerste voorstel voor de vlag van Duits Samoa, nooit aangenomen.
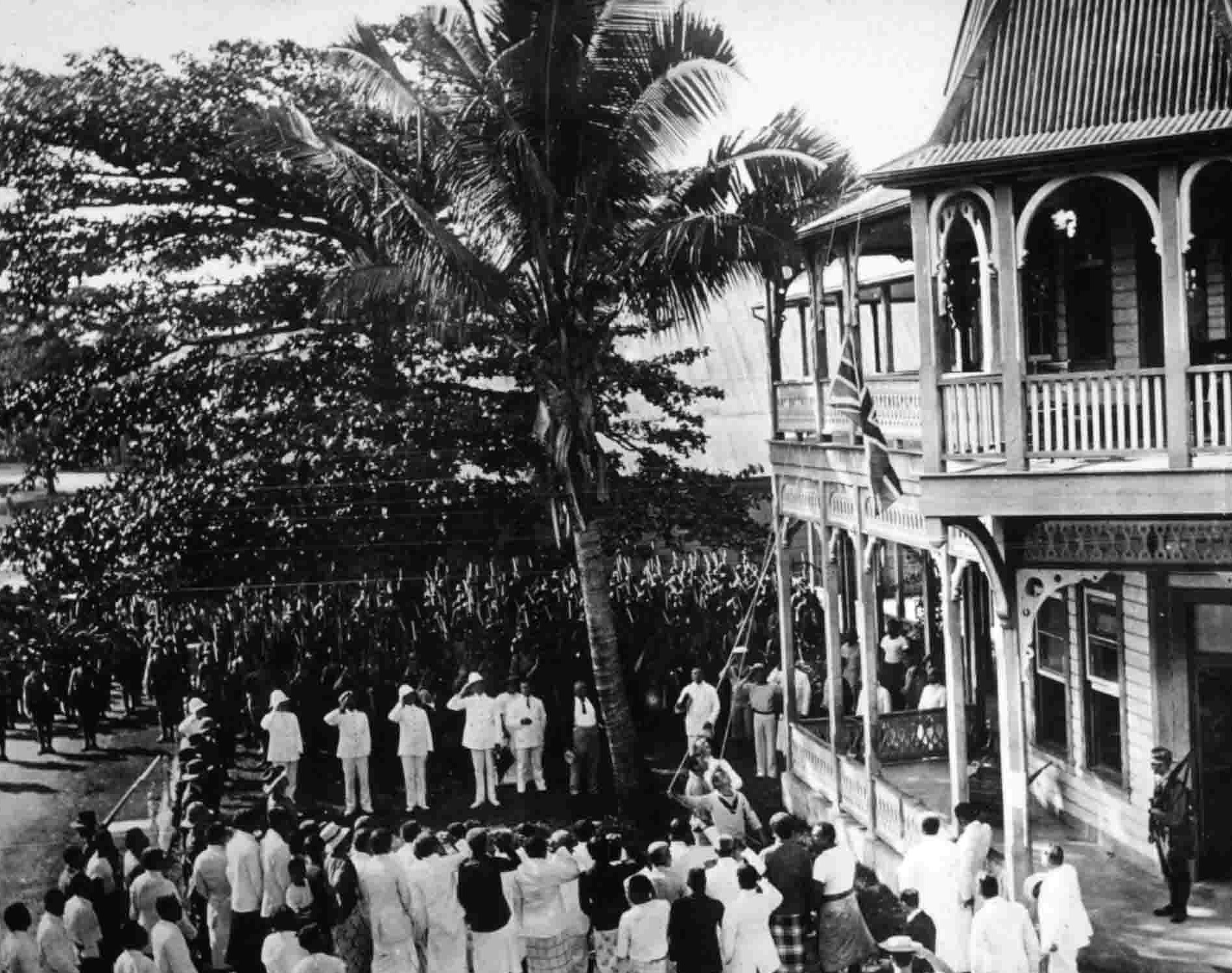
Hijsen van de Union Jack, 30 augustus 1914.
De vlag van Nieuw-Zeeland werd gebruikt tijdens de controle van NZ-troepen (1914-1920)
Officieel Blauw vaandel van Trustschap West-Samoa onder Mandaat met het VK (17 december 1920 - 1 januari 1962)
Initiële vlag van West-Samoa verworven maar niet goedgekeurd (26 mei 1948).
Vlag van West-Samoa onder Trustschap met NZ (24 februari 1949 - 1 januari 1962)